# Discografia di 50 Cent
La discografia di 50 Cent, rapper statunitense attivo dal 1998, si compone di cinque album in studio, quarantatré singoli e oltre trenta video musicali.

## Album

### Album in studio
| Anno                                                                          | Titolo | Classifiche | Classifiche | Classifiche | Classifiche | Classifiche | Classifiche | Classifiche | Classifiche | Classifiche | Classifiche | Certificazioni | Vendite                                      |
| Anno                                                                          | Titolo | USA         | AUS         | BEL (FL)    | CAN         | GER         | IRE         | NZ          | SWE         | SWI         | UK          | Certificazioni | Vendite                                      |
| ----------------------------------------------------------------------------- | --- | ----------- | ----------- | ----------- | ----------- | ----------- | ----------- | ----------- | ----------- | ----------- | ----------- | --- | -------------------------------------------- |
| 2003                                                                          | Get Rich or Die Tryin' - Data di pubblicazione: 6 febbraio 2003 - Etichetta: Aftermath, Interscope, Shady - Formati: CD, download digitale, LP, MC | 1           | 4           | 3           | 1           | 4           | 4           | 3           | 8           | 8           | 2           | - RIAA: 6× platino - ARIA: 2× platino - BEA: platino - BPI: 2× platino - BVMI: Gold - CRIA: 6× platino - IFPI SWI: platino | - US: 8.000.000 - Tutto il mondo: 15.000.000 |
| 2005                                                                          | The Massacre - Data di pubblicazione: 3 marzo 2005 - Etichetta: Aftermath, Interscope, Shady - Formati: CD, download digitale, LP, MC              | 1           | 2           | 3           | 1           | 1           | 1           | 1           | 10          | 2           | 1           | - RIAA: 5× platino - ARIA: platino - BEA: Gold - BPI: platino - BVMI: platino - CRIA: 3× platino - IFPI SWI: platino       | - US: 4.853.000 - Tutto il mondo: 7.500.000  |
| 2007                                                                          | Curtis - Data di pubblicazione: 11 settembre 2007 - Etichetta: Aftermath, Interscope, Shady - Formati: CD, download digitale, LP                   | 2           | 1           | 3           | 2           | 2           | 1           | 1           | 10          | 1           | 2           | - ARIA: Gold - BEA: Oro - BVMI: Oro                                                                                        | - US: 1.300.000 - Tutto il mondo: 2.000.000  |
| 2009                                                                          | Before I Self Destruct - Data di pubblicazione: 9 novembre 2009 - Etichetta: Aftermath, Interscope, Shady - Formati: CD, download digitale, LP     | 5           | 19          | 34          | 11          | 36          | 18          | 35          | —           | 13          | 22          | - RIAA: Oro | - US: 500.000                                |
| 2014                                                                          | Animal Ambition - Data di pubblicazione: 3 giugno 2014 - Etichetta: Caroline, G-Unit - Formati: CD, download digitale, LP                          | 4           | 16          | 12          | 4           | 35          | 29          | 8           | 9           | 17          | 21          | | - US: 81.000                                 |
| "—" indica una pubblicazione non classificata o non pubblicata in quel paese. | |             |             |             |             |             |             |             |             |             |             | |                                              |

### Raccolte
| Titolo                                                                        | Dettagli | Classifiche | Classifiche | Classifiche | Classifiche | Classifiche |
| Titolo                                                                        | Dettagli | USA         | US R&B      | US Rap      | US Ind      | UK          |
| ----------------------------------------------------------------------------- | --- | ----------- | ----------- | ----------- | ----------- | ----------- |
| Guess Who's Back?                                                             | - Data di pubblicazione: 26 aprile 2002 - Etichetta: Full Clip - Formati: CD, LP, download digitale                     | 28          | 13          | —           | 1           | 82          |
| 24 Shots                                                                      | - Data di pubblicazione: 2003 - Etichetta: Full Clip, Shady, Aftermath, Interscope - Formati: CD, LP, download digitale | —           | —           | —           | —           | —           |
| Before I Self Destruct: The Selects                                           | - Data di pubblicazione: 21 dicembre 2009 - Etichetta: Shady, Aftermath, Interscope - Formati: download digitale        | —           | 46          | 23          | —           | —           |
| Best of                                                                       | - Data di pubblicazione: 31 marzo 2017 - Etichetta: Shady, Aftermath, Interscope - formati: download digitale, CD, LP   | 119         | —           | —           | —           | 59          |
| "—" indica una pubblicazione non classificata o non pubblicata in quel paese. | |             |             |             |             |             |

### Colonne sonore
| Titolo                            | Dettagli | Classifiche | Classifiche | Classifiche | Classifiche | Classifiche | Classifiche | Classifiche | Classifiche | Certificazioni  |
| Titolo                            | Dettagli | USA         | AUS         | BEL (FL)    | CAN         | GER         | NZ          | SWI         | UK          | Certificazioni  |
| --------------------------------- | --- | ----------- | ----------- | ----------- | ----------- | ----------- | ----------- | ----------- | ----------- | --------------- |
| Get Rich or Die Tryin' soundtrack | - Various artists soundtrack - Data di pubblicazione: November 8, 2005 - Label: G-Unit, Interscope, UMG soundtracks - Formati: CD, LP, download digitale | 2           | 22          | 50          | 2           | 15          | 19          | 23          | 18          | - RIAA: platino |

### Album Video
| Titolo                                                                        | Dettagli | Classifiche | Classifiche | Vendite       | Note                                                                                 |
| Titolo                                                                        | Dettagli | USA         | USA (R&B)   | Vendite       | Note                                                                                 |
| ----------------------------------------------------------------------------- | --- | ----------- | ----------- | ------------- | ------------------------------------------------------------------------------------ |
| Get Rich or Die Tryin'                                                        | - Data di pubblicazione: 6 febbraio 2003 - Etichetta: Shady, Aftermath, Interscope} - Formati: CD/DVD, download digitale | —           | —           |               | - Contiene materiale registrato dietro le quinte, interviste e performance dal vivo. |
| 50 Cent: The New Breed                                                        | - Data di pubblicazione: 15 aprile 2003 - Etichetta: Shady, Aftermath, Interscope - Formati: CD/DVD, download digitale   | 2           | 1           | - US: 645,000 | - Contiene documentari e performance dal vivo.                                       |
| "—" indica una pubblicazione non classificata o non pubblicata in quel paese. | |             |             |               |                                                                                      |

### Mixtapes
| 50 Cent Is the Future (with G-Unit)                                           | - Data di pubblicazione: 1º giugno 2002 - Label: BCD Music Group            | 59 | 65 |
| No Mercy, No Fear (with G-Unit)                                               | - Data di pubblicazione: 1º agosto 2002 - Label: BCD Music Group            | —  | —  |
| God's Plan (with G-Unit)                                                      | - Data di pubblicazione: 1º agosto 2002 - Label: BCD Music Group            | —  | —  |
| Automatic Gunfire                                                             | - Data di pubblicazione: 2003 - Label: BCD Music Group                      | —  | —  |
| Bullet Proof (with DJ Whoo Kid)                                               | - Data di pubblicazione: 2005 - Label: Indipendente                         | —  | —  |
| Sincerely Yours, Southside                                                    | - Data di pubblicazione: 24 giugno 2008 - Label: Indipendente               | —  | —  |
| War Angel LP                                                                  | - Data di pubblicazione: 16 giugno 2009 - Label: Modulor                    | —  | —  |
| Forever King                                                                  | - Data di pubblicazione: 3 luglio 2009 - Label: Queens Boulevard Recordings | —  | —  |
| The Big 10                                                                    | - Data di pubblicazione: 9 dicembre 2011 - Label: Indipendente              | —  | —  |
| The Kanan Tape                                                                | - Data di pubblicazione:9 dicembre 2015 - Label: Indipendente               | —  | —  |
| "—" indica una pubblicazione non classificata o non pubblicata in quel paese. |                                                                             |    |    |

### Altri
| Titolo              | Dettagli | Note |
| ------------------- | --- | --- |
| Power of the Dollar | - Data di pubblicazione: 4 luglio 2000 (inedito) - Etichetta: Columbia Records, Sony, Trackmasters - Formati: Bootleg, download digitale | - Originariamente pensato come album di debutto, la sua pubblicazione fu cancellata in quanto due mesi prima 50 Cent fu coinvolto in una sparatoria. |
| Bulletproof         | - Data di pubblicazione: July 23, 2007 - Etichetta: BCD Music Group, Shadyville Entertainment - Formati: CD, download digitale, LP       | - Pubblicato come colonna sonora del videogioco 50 Cent: Bulletproof.                                                                                |

## Singoli

### Come artista principale
| Titolo | Anno | Posizione massima | Posizione massima | Posizione massima | Posizione massima | Posizione massima | Posizione massima | Posizione massima | Posizione massima | Posizione massima | Posizione massima | Certificazione | Album                             |
| Titolo | Anno | US                | AUS               | BEL (FL)          | CAN               | GER               | IRE               | NZ                | SWE               | SWI               | UK                | Certificazione | Album                             |
| --- | ---- | ----------------- | ----------------- | ----------------- | ----------------- | ----------------- | ----------------- | ----------------- | ----------------- | ----------------- | ----------------- | --- | --------------------------------- |
| How to Rob (featuring The Madd Rapper)                                                                          | 1999 | —                 | —                 | —                 | —                 | —                 | —                 | —                 | —                 | —                 | —                 | | Power of the Dollar               |
| Rowdy Rowdy | 1999 | —                 | —                 | —                 | —                 | —                 | —                 | —                 | —                 | —                 | —                 | | In Too Deep soundtrack            |
| Thug Love (featuring Destiny's Child)                                                                           | 1999 | —                 | —                 | —                 | —                 | —                 | —                 | —                 | —                 | —                 | —                 | | Power of the Dollar               |
| Wanksta | 2002 | 13                | —                 | —                 | —                 | —                 | —                 | —                 | —                 | —                 | —                 | | 8 Mile soundtrack                 |
| In da Club | 2003 | 1                 | 1                 | 2                 | 1                 | 1                 | 1                 | 1                 | 4                 | 1                 | 3                 | - RIAA: Oro - ARIA: 2× Platinum - BEA: Oro - BVMI: Oro - IFPI SWE: Oro - IFPI SWI: Oro - RIANZ: Platino - BPI: Silver | Get Rich or Die Tryin'            |
| 21 Questions (featuring Nate Dogg)                                                                              | 2003 | 1                 | 4                 | 37                | 5                 | 35                | 11                | 8                 | 34                | 14                | 6                 | - RIAA: Oro - ARIA: Platino                                                                                           | Get Rich or Die Tryin'            |
| P.I.M.P. (featuring Snoop Dogg, Lloyd Banks e Young Buck)                                                       | 2003 | 3                 | 2                 | 10                | 18                | 5                 | 4                 | 2                 | 8                 | 4                 | 5                 | - RIAA: Oro - ARIA: Platino - RIANZ: Oro                                                                              | Get Rich or Die Tryin'            |
| If I Can't | 2003 | 76                | 22                | 24                | —                 | 34                | 11                | 26                | —                 | 15                | 10                | | Get Rich or Die Tryin'            |
| Disco Inferno                                                                                                   | 2004 | 3                 | —                 | —                 | —                 | —                 | —                 | —                 | —                 | —                 | 87                | - RIAA: Oro | The Massacre                      |
| Candy Shop (featuring Olivia)                                                                                   | 2005 | 1                 | 3                 | 1                 | 7                 | 1                 | 2                 | 2                 | 18                | 1                 | 4                 | - RIAA: Platino - ARIA: Platino - BVMI: Oro                                                                           | The Massacre                      |
| Just a Lil Bit                                                                                                  | 2005 | 3                 | 13                | 9                 | —                 | 11                | 9                 | 8                 | —                 | 11                | 10                | - RIAA: Platino - ARIA: Oro                                                                                           | The Massacre                      |
| Outta Control (Remix) (featuring Mobb Deep)                                                                     | 2005 | 6                 | 16                | 10                | 6                 | 8                 | 5                 | 12                | —                 | 10                | 7                 | | The Massacre                      |
| Hustler's Ambition                                                                                              | 2005 | 65                | 23                | 39                | —                 | 22                | 11                | 17                | —                 | 10                | 13                | | Get Rich or Die Tryin' soundtrack |
| Window Shopper                                                                                                  | 2005 | 20                | 13                | 20                | —                 | 20                | 6                 | 8                 | —                 | 7                 | 11                | - RIAA: Oro | Get Rich or Die Tryin' soundtrack |
| Best Friend (featuring Olivia)                                                                                  | 2006 | 35                | —                 | —                 | —                 | —                 | —                 | —                 | —                 | —                 | —                 | | Get Rich or Die Tryin' soundtrack |
| I'll Whip Ya Head Boy (featuring Young Buck and M.O.P.)                                                         | 2006 | —                 | —                 | —                 | —                 | —                 | —                 | —                 | —                 | —                 | —                 | | Get Rich or Die Tryin' soundtrack |
| Straight to the Bank                                                                                            | 2007 | 32                | —                 | 23                | —                 | 33                | —                 | —                 | 53                | —                 | —                 | | Curtis                            |
| Amusement Park                                                                                                  | 2007 | 121               | —                 | —                 | —                 | —                 | —                 | —                 | —                 | —                 | —                 | | Curtis                            |
| I Get Money | 2007 | 20                | —                 | —                 | 63                | —                 | —                 | —                 | —                 | 88                | —                 | | Curtis                            |
| Ayo Technology (featuring Justin Timberlake e Timbaland)                                                        | 2007 | 5                 | 10                | 13                | 12                | 3                 | 3                 | 1                 | 8                 | 2                 | 2                 | - ARIA: Oro - RIANZ: Oro                                                                                              | Curtis                            |
| I'll Still Kill (featuring Akon)                                                                                | 2007 | 95                | 99                | 1                 | —                 | —                 | —                 | 14                | —                 | —                 | —                 | | Curtis                            |
| Baby by Me (featuring Ne-Yo)                                                                                    | 2009 | 28                | 24                | 4                 | 53                | 26                | 27                | —                 | —                 | 43                | 17                | | Before I Self Destruct            |
| Do You Think About Me                                                                                           | 2010 | 107               | —                 | —                 | —                 | —                 | —                 | —                 | —                 | —                 | 105               | | Before I Self Destruct            |
| "—" indica che la registrazione non è entrata in quella classifica o non è stata pubblicata in quel territorio. |      |                   |                   |                   |                   |                   |                   |                   |                   |                   |                   | |                                   |

### Collaborazioni
| Titolo | Anno | Posizione massima | Posizione massima | Posizione massima | Posizione massima | Posizione massima | Album                         |
| Titolo | Anno | US                | US R&B            | BEL (FL)          | IRE               | UK                | Album                         |
| --- | ---- | ----------------- | ----------------- | ----------------- | ----------------- | ----------------- | ----------------------------- |
| You Don't Know (con Eminem, Cashis and Lloyd Banks)                                                             | 2006 | 12                | 87                | 7                 | 5                 | 32                | The Re-Up (con Shady Records) |
| Jimmy Crack Corn (con Eminem)                                                                                   | 2007 | 101               | —                 | —                 | —                 | —                 | The Re-Up (con Shady Records) |
| "—" indica che la registrazione non è entrata in quella classifica o non è stata pubblicata in quel territorio. |      |                   |                   |                   |                   |                   |                               |

### Come ospite
| Titolo | Anno | Posizione massima | Posizione massima | Posizione massima | Posizione massima | Posizione massima | Posizione massima | Posizione massima | Posizione massima | Posizione massima | Posizione massima | Certificazione      | Album                             |
| Titolo | Anno | US                | AUS               | BEL (FL)          | CAN               | GER               | IRE               | NZ                | SWE               | SWI               | UK                | Certificazione      | Album                             |
| --- | ---- | ----------------- | ----------------- | ----------------- | ----------------- | ----------------- | ----------------- | ----------------- | ----------------- | ----------------- | ----------------- | ------------------- | --------------------------------- |
| React (Onyx featuring 50 Cent, Bonifucco, Still Livin' and X-1)                                                 | 1998 | —                 | —                 | —                 | —                 | —                 | —                 | —                 | —                 | —                 | —                 |                     | Shut 'Em Down                     |
| Magic Stick (Lil' Kim featuring 50 Cent)                                                                        | 2003 | 2                 | —                 | —                 | —                 | —                 | —                 | 47                | —                 | —                 | —                 |                     | La bella mafia                    |
| Let Me In (Young Buck featuring 50 Cent)                                                                        | 2004 | 34                | —                 | —                 | —                 | 94                | —                 | —                 | —                 | —                 | 62                |                     | Straight Outta Cashville          |
| Encore (Eminem featuring 50 Cent e Dr. Dre)                                                                     | 2004 | 25                | —                 | —                 | —                 | —                 | —                 | —                 | —                 | —                 | 116               |                     | Encore                            |
| Westside Story (The Game featuring 50 Cent)                                                                     | 2004 | 93                | —                 | —                 | —                 | —                 | —                 | —                 | —                 | —                 | —                 |                     | The Documentary                   |
| How We Do (The Game featuring 50 Cent)                                                                          | 2004 | 4                 | 24                | 13                | —                 | 9                 | 8                 | 4                 | —                 | 8                 | 5                 | - RIAA: Oro         | The Documentary                   |
| Hate It or Love It (The Game featuring 50 Cent)                                                                 | 2005 | 2                 | 21                | 19                | —                 | 14                | 5                 | 3                 | —                 | 12                | 4                 | - RIAA: Oro         | The Documentary                   |
| MJB da MVP (Mary J. Blige featuring The Game e 50 Cent)                                                         | 2005 | 75                | —                 | —                 | —                 | —                 | 49                | —                 | —                 | —                 | 33                |                     | The Breakthrough                  |
| So Seductive (Tony Yayo featuring 50 Cent)                                                                      | 2005 | 48                | —                 | —                 | —                 | —                 | 22                | —                 | —                 | —                 | 28                |                     | Thoughts of a Predicate Felon     |
| Have a Party (Mobb Deep featuring 50 Cent e Nate Dogg)                                                          | 2005 | 105               | —                 | —                 | —                 | —                 | —                 | —                 | —                 | —                 | —                 |                     | Get Rich or Die Tryin' soundtrack |
| Hands Up (Lloyd Banks featuring 50 Cent)                                                                        | 2006 | 84                | —                 | —                 | —                 | 20                | 26                | —                 | —                 | —                 | 43                |                     | Rotten Apple                      |
| Cake (Lloyd Banks featuring 50 Cent)                                                                            | 2006 | —                 | —                 | —                 | —                 | —                 | —                 | —                 | —                 | —                 | —                 |                     | Rotten Apple                      |
| Creep (Mobb Deep featuring 50 Cent)                                                                             | 2006 | —                 | —                 | —                 | —                 | —                 | —                 | —                 | —                 | —                 | —                 |                     | Blood Money                       |
| Can't Leave 'Em Alone (Ciara featuring 50 Cent)                                                                 | 2007 | 40                | —                 | —                 | —                 | 44                | —                 | 4                 | —                 | 67                | 109               | - RIAA: Oro         | Ciara: The Evolution              |
| Crack a Bottle (Eminem featuring Dr. Dre e 50 Cent)                                                             | 2009 | 1                 | 18                | 39                | 1                 | —                 | 6                 | 6                 | 9                 | 4                 | 3                 |                     | Relapse                           |
| Mujeres in the Club (Wisin & Yandel featuring 50 Cent)                                                          | 2009 | —                 | —                 | —                 | —                 | —                 | —                 | —                 | —                 | —                 | —                 |                     | La Revolución                     |
| Pass the Patron (Tony Yayo featuring 50 Cent)                                                                   | 2010 | —                 | —                 | —                 | —                 | —                 | —                 | —                 | —                 | —                 | —                 |                     | TBA                               |
| Down on Me (Jeremih featuring 50 Cent)                                                                          | 2010 | 4                 | 91                | 14                | 22                | —                 | —                 | —                 | 37                | 75                | 30                | - RIAA: 2× Platinum | All About You                     |
| Buzzin' (Mann featuring 50 Cent)                                                                                | 2010 | 61                | —                 | —                 | —                 | —                 | 20                | —                 | —                 | —                 | 6                 |                     | Mann's World                      |
| Here We Go Again (Governor featuring 50 Cent)                                                                   | 2010 | —                 | —                 | —                 | —                 | —                 | —                 | —                 | —                 | —                 | —                 |                     | A Touch of Magic                  |
| Haters (Tony Yayo featuring 50 Cent, Shawty Lo and Roscoe Dash)                                                 | 2011 | —                 | —                 | —                 | —                 | —                 | —                 | —                 | —                 | —                 | —                 |                     | TBA                               |
| Right There (Nicole Scherzinger featuring 50 Cent)                                                              | 2011 | 39                | 8                 | —                 | 44                | 61                | 7                 | 7                 | —                 | —                 | 3                 | - ARIA: Platino     | Killer Love                       |
| "Up!" (LoveRance featuring 50 Cent)                                                                             | 2011 | —                 | —                 | —                 | —                 | —                 | —                 | —                 | —                 | —                 | —                 |                     | Singolo                           |
| "—" indica che la registrazione non è entrata in quella classifica o non è stata pubblicata in quel territorio. |      |                   |                   |                   |                   |                   |                   |                   |                   |                   |                   |                     |                                   |

### Singoli promozionali
| Titolo | Anno | Posizione massima | Posizione massima | Posizione massima | Posizione massima | Posizione massima | Posizione massima | Posizione massima | Album                  |
| Titolo | Anno | US                | US R&B            | US Rap            | AUS               | BEL (FL)          | CAN               | UK                | Album                  |
| --- | ---- | ----------------- | ----------------- | ----------------- | ----------------- | ----------------- | ----------------- | ----------------- | ---------------------- |
| Get Up | 2008 | 44                | 23                | 9                 | 73                | 4                 | 31                | 24                |                        |
| I Get It In | 2009 | 53                | 43                | 16                | —                 | —                 | 52                | 75                |                        |
| OK, You're Right                                                                                                | 2009 | —                 | 120               | —                 | —                 | —                 | —                 | —                 | Before I Self Destruct |
| Let's Get It In (Lloyd featuring 50 Cent)                                                                       | 2010 | —                 | 102               | —                 | —                 | —                 | —                 | —                 |                        |
| Outlaw | 2011 | 87                | 99                | —                 | —                 | —                 | 87                | —                 |                        |
| Wait Until Tonight                                                                                              | 2011 | —                 | —                 | —                 | —                 | —                 | —                 | —                 | The Big 10             |
| "—" indica che la registrazione non è entrata in quella classifica o non è stata pubblicata in quel territorio. |      |                   |                   |                   |                   |                   |                   |                   |                        |